# Campos de Santa Bárbara
Os Campos de Santa Bárbara são sucessões de elevações com até 1700 m de altitude da Serra Catarinense. Pequenas estradas cortam os Campos de Santa Bárbara. Nos campos, ocorre a interação entre a vegetação de campos naturais (estepe gramíneo-lenhosa, arbustiva) de um passado ambiental mais frio e seco, desafiando a cobertura florestal mais representativa das condições climáticas atuais, desde a última grande glaciação (terminado há cerca de 11.500 anos), que são as florestas com coníferas (Floresta Ombrófila Mista-Mata das Araucárias) que sobem as grande elevações, algo como gigantescas almofadas, já que as encostas tem maior disponibilidade de solos profundos (ingremes nas bordas arredondadas e planas no topo) até certo nível, deixando as superficies mais elevadas e planas,de solos mais rasos, território exclusivo dos campos naturais. Desta forma, até onde seja possível, as condições do solo, topografia, disponibilidade de água, entre outras coisas, as matas se impõem. Mas no domínio do relevo plano, ora mais secos, ora abundantes em água (banhados, turfeiras, ou simplesmente campos úmidos), de solos rasos, reinam as gramíneas, ciperáceas, compostas e algumas milhares de espécies, vulneráveis tal como a cultura associada (campeira).